# Мраморське
Мра́морське (рос. Мраморское) — село у складі Полевського міського округу Свердловської області.
Населення — 743 особи (2010, 811 у 2002).
Національний склад станом на 2002 рік: росіяни — 97 %.